# Kruščica (Berane)
Kruščica es un pueblo ubicado en el municipio de Berane, en Montenegro.

## Demografía
Hasta 2011 la población era de 77 habitantes, conformada por 13 hogares y 25 viviendas.
| 275                                                              | 321 | 312 | 212 | 190 | 165 | 97 | 77 |
| (Fuente: Population statistics of Eastern Europe & former USSR.) |     |     |     |     |     |    |    |

| Etnicidad                                           | Número | Porcentaje |
| --------------------------------------------------- | ------ | ---------- |
| Bosnios                                             | 94     | 96,90 %    |
| Otros                                               | 3      | 3,09 %     |
| Fuente: Republic of Montenegro. Statistical Office. |        |            |